# Junia

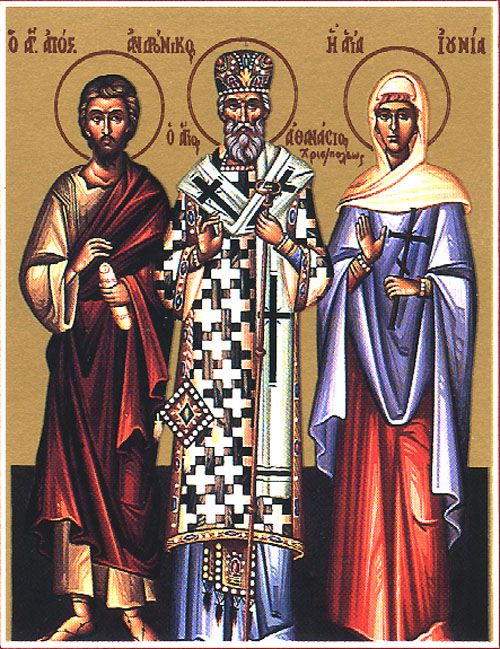
Junia met Andronikus en Athanasius

Junia (Koinè: Ἰουνία/Ἰουνίας, Iounia/Iounias) was volgens Romeinen 16:7 een christelijke vrouw van Joodse afkomst, woonachtig in Rome. Zij krijgt samen met een zekere Andronikus de groeten van Paulus. Beiden behoorden tot de allereerste christenen en waren "aanzienlijken onder de apostelen".  
Deze laatste zinsnede heeft tot veel discussie geleid, want laat de suggestie open dat er een vrouwelijke apostel zou hebben bestaan. Volgens de regels van het Grieks kan deze bijzin "aanzienlijken onder de apostelen" zowel betekenen dat Junia en Andronikus "aanzienlijke apostelen" waren als dat zij "in aanzien waren" bij de apostelen. 

## Junia of Junias
De conclusie dat een vrouw "apostel" zou kunnen zijn geweest, ging vroeger veel Bijbelvertalers te ver. Door de Griekse naam van een ander accent te voorzien, lazen zij "Junias", wat een mannennaam kan zijn. Deze naam komt echter niet voor in Griekse en Latijnse teksten uit die tijd, terwijl de naam Junia zeer gangbaar was, zeker in Rome, waar de familie der Junii reeds vele generaties aanwezig was. 
De voor de NBG 1951 verantwoordelijke mannen kozen niet alleen voor "Junias" maar voegden ook nog voor de zekerheid het woordje "mannen" toe bij de vertaling (wat er in het Grieks niet staat). Paulus groet hier "Andronikus en Junias [...], mannen, onder de apostelen in aanzien". De Nieuwe Bijbelvertaling kiest niet alleen voor de vrouwennaam, maar heft ook de dubbelzinnigheid van de Griekse bijzin op door "aanzienlijken onder de apostelen" te vertalen met "die als apostelen veel aanzien genieten". Hoewel deze inclusieve vertaling sterke papieren heeft, zijn de experts het op dit punt niet allen eens.

## Identificatie als Johanna, de vrouw van Chusas
Net als Ben Witherington pleit Richard Bauckham ervoor om Junia te identificeren met Johanna, de vrouw van Chusas, die wordt genoemd in Lucas 8:2-3, waarbij "Johanna" haar joodse naam is en "Junia" haar Romeinse. Bauckham merkt op dat Paulus Junia beschrijft als een lid van de christelijke gemeenschap vóór hem, en gezien het feit dat Paulus zelf zich bekeerde binnen drie jaar na de dood van Jezus, zou dat vereisen dat Junia al heel vroeg lid was van de gemeenschap.
Terwijl Johanna een gehelleniseerde, Griekse aanpassing van een Hebreeuwse naam is, is Junia een Latijnse naam. Joden namen vaak een tweede, Latijnse naam aan die bijna klankequivalenten waren van hun oorspronkelijke naam. Johanna en Junia fungeren als bijna-klankequivalenten in de moedertalen, wat volgens Bauckham een indicatie is van de identificatie tussen de twee. Ten slotte beschrijft Paulus Junia en Andronikus als "aanzienlijke apostelen" (of "in aanzien bij de apostelen"). Gezien het feit dat Junia wordt beschreven als een vroeg lid van de gemeenschap en als een van de meest prominente leden, is het feit dat ze nergens anders wordt genoemd, een indicatie, zoals Bauckham betoogt, dat zij en Johanna dezelfde persoon zijn, gezien Johanna's grote bekendheid tijdens de bediening van Jezus.